# Gallato di propile
Il gallato di propile (o propile gallato, propil gallato) è un estere di formula C10H12O5 che in condizioni normali si presenta come un solido cristallino grigio inodore.

## Sintesi del composto
Il gallato di propile viene sintetizzato per esterificazione di 1-propanolo e acido gallico.

## Reattività e caratteristiche chimiche
Il gallato di propile è una molecola dalle spiccate peculiarità antiossidanti a causa del carattere acido delle tre funzioni fenoliche che, grazie alla capacità del sistema aromatico di delocalizzare un elettrone spaiato, possono facilmente donare l'idrogeno ossidrilico a un radicale libero. Il composto, sempre grazie alle funzioni fenoliche, è un legante polidentato e coordina ioni di metalli come il rame formando complessi.
Il gallato di propile alla temperatura di fusione si decompone e a 187 °C diventa infiammabile, mentre oltre i 438 °C va incontro a combustione spontanea. I prodotti della combustione sono monossido e diossido di carbonio.
Il composto imbrunisce in presenza di ferro o sali di ferro. La soluzione etanolica dà una colorazione rosso-viola se trattata con idrossido d'ammonio.

## Biochimica
Durante la digestione nell'intestino circa il 10-20% del gallato di propile viene reso biodisponibile per idrolisi in 1-propanolo e acido gallico.

## Farmacologia e tossicologia

### Effetto del composto
La sostanza ha un effetto anestetico locale paragonabile a quello della procaina.

### Controindicazioni ed effetti collaterali
Il gallato di propile è pericoloso in caso di ingestione e meno pericoloso in caso di contatto cutaneo: può causare disturbi digestivi, infezioni, sterilità, insonnia, reazioni allergiche, iperattività, orticaria e danni al fegato. È sconsigliato pertanto a donne incinte, neonati, nutrici, asmatici e soggetti sensibili all'aspirina.

## Applicazioni
Essendo un composto antiossidativo, il gallato di propile viene comunemente utilizzato per la produzione di cosmetici, prodotti per capelli, adesivi, lubrificanti e gomme da masticare, e viene aggiunto ad alcuni prodotti alimentari grassi per rallentarne l'irrancidimento al contatto con l'ossigeno dell'aria. L'utilizzo come additivo alimentare è praticato dal 1948, ed è autorizzato in tutta l'Unione europea con il numero E310, tuttavia restano ancora approssimative le valutazioni tossicologiche della molecola.